# Troløs (film fra 1913)
 For alternative betydninger, se Troløs (flertydig). (Se også artikler, som begynder med Troløs)
|  | Denne artikel er oprettet af botten PalnaBot ud fra en ekstern database. Den kan derfor have sproglige fejl eller mangler. Denne skabelon kan fjernes efter kontrol af indholdet. |

Troløs er en film instrueret af August Blom.